# Adam Benesz
Adam Benesz (ur. 11 października 1959 w Dębicy) – polski piłkarz i trener piłkarski.

## Życiorys
Karierę piłkarską rozpoczynał w Wisłoce Dębica. Następnie występował w klubach: Stal Stocznia Szczecin, Radomiak Radom, Pogoń Szczecin (w latach 1985–1996), z roczną przerwą na grę w szwedzkim Asele IK), Błękitni Stargard, Chemik Police, Stal Telgom Szczecin, Odra Szczecin.
W I lidze rozegrał 149 meczów, w tym 119 w barwach Pogoni, zdobywając w nich 12 bramek.
Jako szkoleniowiec prowadził przez kilka lat grupy młodzieżowe oraz rezerwy Pogoni Szczecin, Flotę Świnoujście i Pogoń Świebodzin. Po rozwiązaniu umowy z Odrą Chojna pozostawał bez pracy. Później został trenerem V-ligowej Iskierki Szczecin. Od lipca 2009 roku trener III-ligowego Darzboru Szczecinek.